# Ottavio Strada
Ottavio Strada (nacido en Núremberg hacia 1550 y muerto en Praga en 1606) fue un anticuario italiano, hijo de Jacopo Strada.

## Biografía
Sucedió a su padre Jacopo Strada en el cargo de anticuario imperial al servicio de la casa de Habsburgo y se dedicó a los mismos estudios que su padre. Era también como él un ecléctico; trabajó como anticuario, impresor, orfebre, pintor y diseñador.
Hacia 1567, el artista Jacopo Comin, conocido como Tintoretto, pintó un retrato de Ottavio Strada con el cuerno de la abundancia.
Tuvo dos hijos, Octavio Strada el Joven y Katerina Stradova, amante del emperador del Sacro Imperio Romano Germánico Rodolfo II de Habsburgo.

## Obras
- Symbola divina et humana pontificum, imper. es regular ; Praga, 1601, folio. ;
- Vitae imper., caesarumque, romanorum, usque ad Ferdinandum II imp. ; Frankfurt, 1615, en fol., fig.; trans. en alemán, ibíd., 1628-19, folio. ;
- Genealogía Austriae ducum, regum e imper. a Rodolfo I ad Ferdinandum II ; ibíd., 1629, inf. : Esta colección es en gran parte obra de su padre ;
- Historia romanorum pontificum usque ad Gregorium XIII, en ms. en Gotha .